# Сибирски тигар
Сибирски тигар или амурски тигар (лат. Panthera tigris altaica), је једна од подврста тигра. Сибирски тигрови су угрожена подврста животиња и врло их је мало у природи, у Русији је 2015. пописано 562 јединке. У заточеништву има око 600 јединки.

## Распрострањеност
Амурски тигар у дивљини је насељен у долинама река Амур и Усури у Приморском и Хабаровском крају у Русији, у мањем броју је присутан и у Манџурији у Кини.

## Опис
Сибирски тигар је дуг од врха њушке до краја репа 3,2 m. Висине је око 112 до 120 cm у раменима, што га чини највећим међу тигровима. Тежина мужјака сибирских тигрова у дивљини се 1980-их кретала од 180 до 306kg, а женки од 100 до 167kg. Црне пруге на тигровом рђаво-жутом крзну распоређене су по целом телу, при чему не постоје две идентичне животиње, те се пруге могу упоредити са отиском прстију код човека. Основна боја на леђима је тамнија, са стране мало светлија. Са доње стране тела и унутрашњост ногу крзно је беле боје. Длака сибирског тигра је дужа и гушћа од длаке осталих тигрова.
Глава му је округла, урешена мањим ушима, на којима са задње стране долази по једна већа бела мрља. Очи су му жутосмеђе, а њушка нешто краћа од њушке лава. Бркови дужине и до 20 cm украс су главе, док с бочних страна образа има дужу длаку. Језик му је дуг и храпав, а у вилицама има снажне очњаке с врло оштрим рубом с унутрашње стране, попут ножа, а њихова дужина сеже и до 10 cm. На дугим и снажним ногама има огромне шапе с пет прстију с оштрим и дугим канџама, које према потреби увлачи или извлачи. Реп сибирског тигра може имати дужину до 100 cm. Женка сибирског тигра мања је од мужјака, али има сва обележја као и мужјак.

## Особине понашања и животне историје
Самачки живот прекида се једино у доба парења када се друже две животиње супротних полова. Своју територију, коју љубоморно чува, обележава огреботинама по стаблу и уринирањем. Тигар није искључиво ноћна животиња, среће се у било које доба дана, где вреба плен на рубовима шума, у густој трави или поред стазе којом пролазе животиње. Омиљена су му места уз реке и појилишта. Најчешће креће у лов почетком сумрака или у рано јутро пре изласка сунца. Врло је брз и нечујно се креће, може одскочити врло далеко, и врло високо. Лош је пењач. Воли воду, добар је пливач.
У природи лови и мале и велике животиње, а посластица су му дивље свиње. Кад су велике зиме и у недостатку хране ловиће и мишеве. Када лови, тигар вреба, изненада се муњевито баца на жртву и забада канџе дубоко у леђа жртви. Убијену животињу одвлачи дубоко у густиш, где једе до ситости. Зна се и преждеравати, може да поједе и преко 20 kg меса, након чега цео дан спава, прекидајући сан једино одласком на појило. Он није избирљива животиња, једе све, од коже са крзном па све до костију. Тигрови су плашљиве животиње, када први пут сретне човека највероватније ће се уплашити и побећи, али тигрови који често у природи долазе у контакт са човеком увиде да је човек лаган плен.
Женка сибирског тигра постаје полно зрела са 3—4 године, као и мужјак. Пари се десетак дана, а некад и дуже. Након парења женка је гравидна од 105 до 108 дана. Неколико дана пре окота припрема јазбину. Три дана пре окота сисе се напуне млеком и видно обесе. Време окота траје и до 9 сати зависи колики је број младунаца. Тигрица у леглу има 3—4 младунца, који се легу у размацима од 1 до 2 сата. Како се младунци коте, мајка их брижно суши лизањем и одгриза пупчану врпцу, и за кратко време мали тигрић налази сису и почиње сисати прво млеко. Младунци већ са 2—3 недеље отворе очи, али још не виде, тек са 4 недеље потпуно прогледају. Са 2 месеца старости почињу јести месо, а млеко сисају све до 7 месеци старости, некад и дуже. Младунци су веома разиграни, у тој својој игри уче вештину лова, која ће им требати кад одрасту. Уз мајку младунци остају око 2 године. Након тог времена одвајају се од мајке и почињу самосталан живот.